# Fiat 147
El Fiat 147 fue un automóvil del segmento B producido en Sudamérica por el fabricante italiano Fiat entre los años 1976 y 1997. Está basado en el Fiat 127 y representa una adaptación del mismo destinada a ciertos países emergentes. Es uno de los primeros producidos en Sudamérica con un motor delantero transversal, y su sucesor es el Fiat Uno. Es un hatchback de dos volúmenes y tres puertas, mientras que las versiones sedán de dos puertas laterales y tres volúmenes, la familiar de tres puertas, y la furgoneta derivada del mismo, se denominan respectivamente Oggi, Panorama y Fiorino.
El 147 es un automóvil con motores de tracción delantera que estuvo disponible en dos versiones primero, ambas con motores de gasolina: un  motor de 1116 centímetros cúbicos, de 57 CV y otro de 1300 centímetros cúbicos, de 61 CV. Ambos tuvieron una caja manual de cambios de cuatro y cinco velocidades. También hay otra versión de 850 centímetros cúbicos. En Venezuela, se comercializó primero como 147, después como Spazio y al final de su vida como Túcan. Así también estuvo disponible la versión Fiorino, que fue sustituida por una versión del Uno con el mismo nombre.
En Argentina, este coche comenzó a ser comercializado en 1981 como 147 CL, siendo importado de Brasil. La producción efectiva del 147 en Argentina se produjo en 1982, siendo producido con las denominaciones 147 CL y 147 TR, esta última incorporando un motor de 1300 cc. De la primera versión, la firma especializada en coches de alto rendimiento IAVA sacó a la venta la versión Fiat Sorpasso, la cual fue un 147 con implementos deportivos y mejoras en el rendimiento de su motor. En 1983 se presentó como novedad la incorporación de serie de una caja de velocidades de 5 marchas para toda la gama, por lo que las versiones pasaron a denominarse como 147 CL5 y 147 TR5. A partir de 1984 comenzó a comercializarse con la denominación Fiat Spazio, siendo equipado con motor 1300 cc la versión TR y de 1100 cc la versión CL. Al año siguiente, fue lanzada una versión económica que fue denominada Fiat Brio, la cual era equipada con motor 1100. Posteriormente fueron lanzadas las versiones Spazio TRL  y Spazio T, mientras que en 1993 se lanzó una nueva versión económica que fue denominada como Fiat Vivace, cuya particularidad fue que únicamente podía ser adquirido a través de un plan de ahorro. La producción en general del 147 Spazio/Vivace finalizó en Argentina en 1997.

## Fiat 147 etanol
En julio de 1979, Fiat lanza en el Brasil el Fiat 147 etanol, el primer automóvil del mundo capaz de funcionar enteramente con etanol. El motor de 1.3 fue más potente que su homólogo de gasolina y emitió menos emisiones.  Se produjo con este modelo hasta 1987 sumando un total de 120.500 unidades, heredando el exitoso Fiat Uno, el proseguir montando este tipo de motores.

Como curiosidad histórica, cabe resaltar y mencionar que el desarrollo de este tipo de motores sobre los Fiat 127 Italianos, con consumo de metanol, se realizó en las instalaciones del Centro Técnico Seat.  Zona Franca (Barcelona - España) durante el periodo de 1976 y 1978, dado que Fiat era uno de los accionariados de Seat y se delegó el desarrollo en el centro técnico de investigación; dada la reciente apertura del mismo en 1975.
Siendo este, uno de sus primeros trabajos  junto a las pruebas del nuevo Fiat Ritmo que se lanzaría en Europa en 1978, haciéndose las últimas pruebas de desarrollo en las instalaciones de la factoría de Seat Zona Franca, (Barcelona - España). Donde en principio se ensamblaría el modelo Turinés y luego años después, se realizaría toda la producción, ya bajo la marca Seat.
En 1976 Fiat se presentó por primera vez en el Salón del Automóvil de San Pablo y aprovechó de exhibir un prototipo de un 147 con motor a etanol que ostentaba decenas de miles de kilómetros de pruebas. El año siguiente fue dedicado al desarrollo de este producto y a más pruebas con más unidades.

## El Fiat 147 en la Argentina
El 147 se fabricó en Argentina entre 1982 y 1997, equipado con distintas mecánicas: un motor de 1100 centímetros cúbicos y uno de 1301 centímetros cúbicos, de gasolina, originales del Fiat 128, y uno de 1300 de ciclo diésel desarrollado exclusivamente para el modelo. Después, (ya con el nombre de Spazio), otra versión de 1372 centímetros cúbicos (1.4 litros) denominada "Motor Tipo 1.4 Bio", adoptada de los Fiat Uno y Fiat Tipo, que tuvo encendido electrónico, un árbol superior de levas y una culata de aleaciones ligera; y se mantiene la motorización diésel de 1.3 litros con inyección indirecta Bosch y una potencia máxima de 45 CV.
En el lanzamiento, los dos niveles de equipamiento fueron CL (motor 1100) y TR (motor 1300) y Sorpasso, que, con la incorporación de la caja de cambios de cinco velocidades, pasaron a ser CL5 y TR5. Después, a mediados de 1984, y ya con el nombre Spazio, se convirtieron en CL (base) y TR (tope de gamas). 

### Cronología
En 1986, se lanza el Brío, una versión económica con equipamiento esencial, que tomó el diseño del 147 brasileño de la primera generación y el motor de 1100 centímetros cúbicos. Careció de elementos básicos, como un forzador de aire para la cabina, un calefactor, una manilla de luces de giro/luz alta (que funciona por presión de teclas), un indicador de niveles de combustible (solo tiene una luz de alerta de reservas) y muchos otros. El Brío incorpora un torpedo de diseño simplista elaborado en chapa de color negro mate donde se alojan las teclas que permiten hacer los giros (se consigue el efecto baliza con la combinación de ambas), las luces (posición, baja y alta), limpiaparabrisas (de dos velocidades), el cuadro de instrumentos (solo con un velocímetro con odómetros total, luces de alerta x4: de nivel de reservas de combustible, exceso de temperaturas de motor, baja presión de aceites y cargas baja del alternador).
En 1990, se incorpora el nuevo motor proveniente del Fiat Tipo 1.4 BIO (Bajo Índice Octánico), que le permitió operar con naftas de octanajes bajos (denominada común), el TR sigue ofreciendo en opción el 1300 Diésel (que ahora equipó también el Fiat Duna en su versión de entradas de gama S), y se reestructura la gama, manteniéndose la versión TR como tope de la misma, mientras que la versión básica pasa a denominarse Spazio T.
En 1993, se lanza el Vivace, un modelo parecido prácticamente al Spazio T, pero como única forma de venta mediante el plan de ahorros, aunque a los pocos meses se liberó al sistema de venta convencional, recibiendo una reputación totalmente buena por el público.
En 1994, se actualizan los asientos y el cuadro de instrumentos de ambos. En el caso de los Spazio TR, el cuadro incluye 3 instrumentos de agujas y un reloj analógico, en las series Vivace (Estándar y la futura CL), carecen del reloj y en su lugar se incorpora una gráfica del auto indicadora sobre la presión de inflado de las ruedas. Durante toda su producción la iluminación del cuadro de instrumentos fue en color verde proyectado, es decir, que nunca incorporó sistemas de la época tipo luz trasera o retroiluminados.
En 1995, se introduce un nivel de equipamientos intermedio entre el TR y Vivace, denominado Vivace CL, que fue presentado poco antes de terminar la producción. La mayor novedad es la incorporación de faldones laterales negros, una luneta térmica y las llantas enchapadas de 4 rayos con centro en plástico removible. Mantiene los cristales traseros fijos y también tiene tapo que el Vivace estándar.
Entre finales de 1996 y principios del 1997, la producción del Fiat 147 termina en la Argentina definitivamente bajo las denominaciones Spazio y Vivace, convirtiéndose en un ícono de la industria local del momento donde además de los volúmenes abultados de venta, pudo llegar al público como el primer carro 0 km (financiado o tradicionalmente) o segundo auto familiar. Fue reemplazado por una versión entrada de gamas del Fiat Uno de 3 puertas denominada S, la cual no tuvo aire acondicionado, la radio, los aireadores laterales, el indicador de temperaturas de motor y muchos más (se asemejó un poco más al equipamiento del Vivace estándar que al Spazio TR).

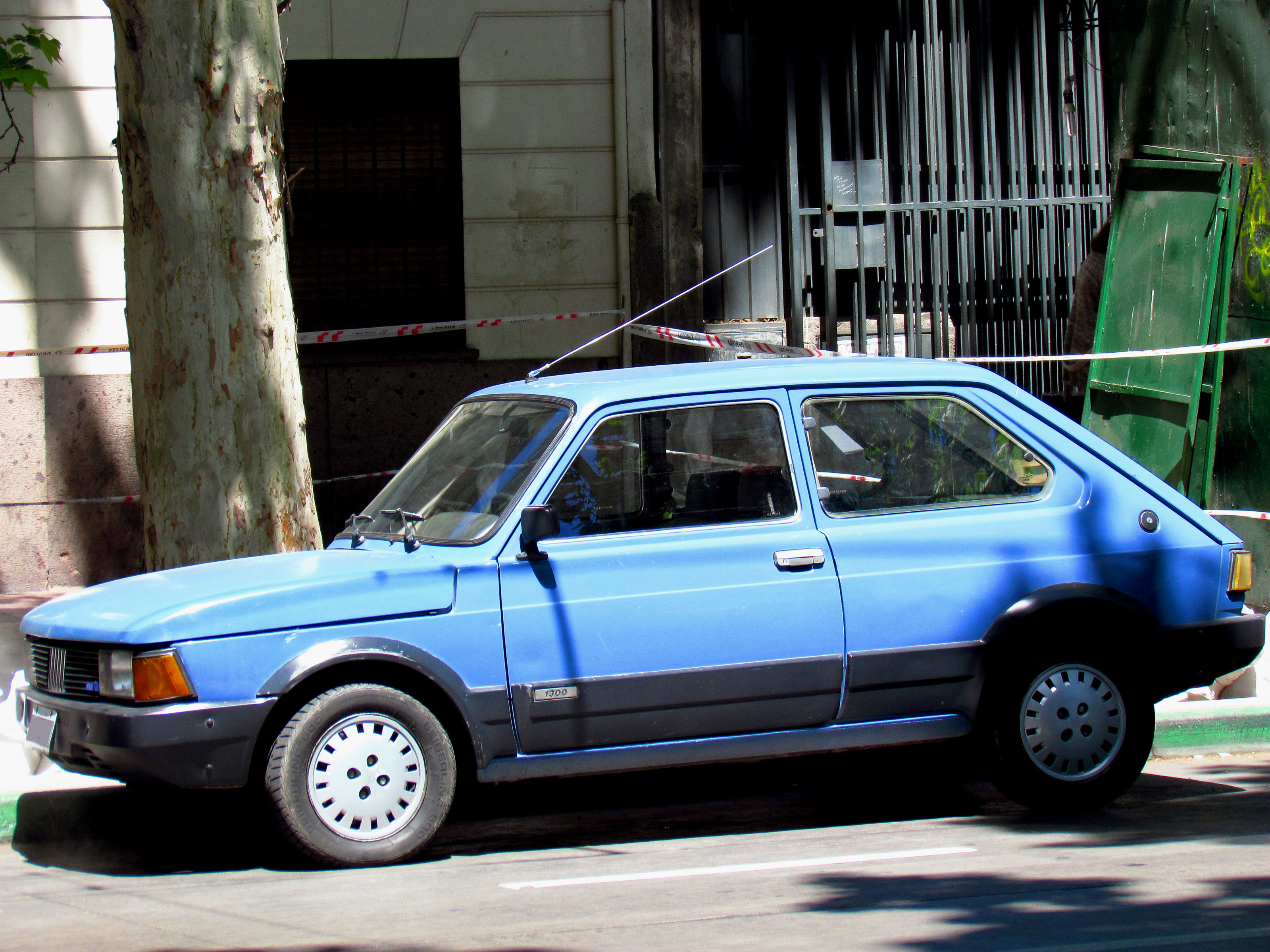
Spazio TR
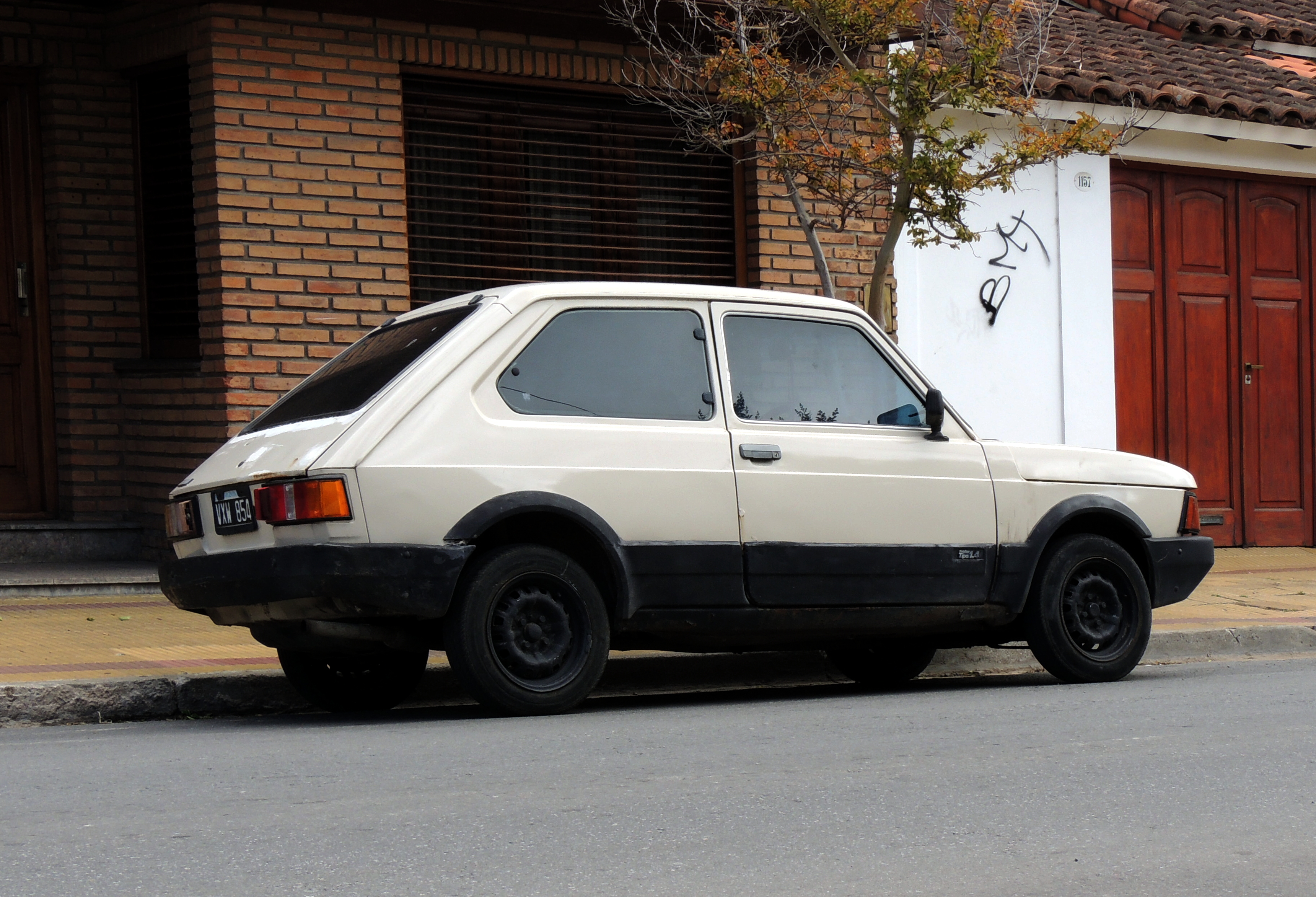
Spazio TR
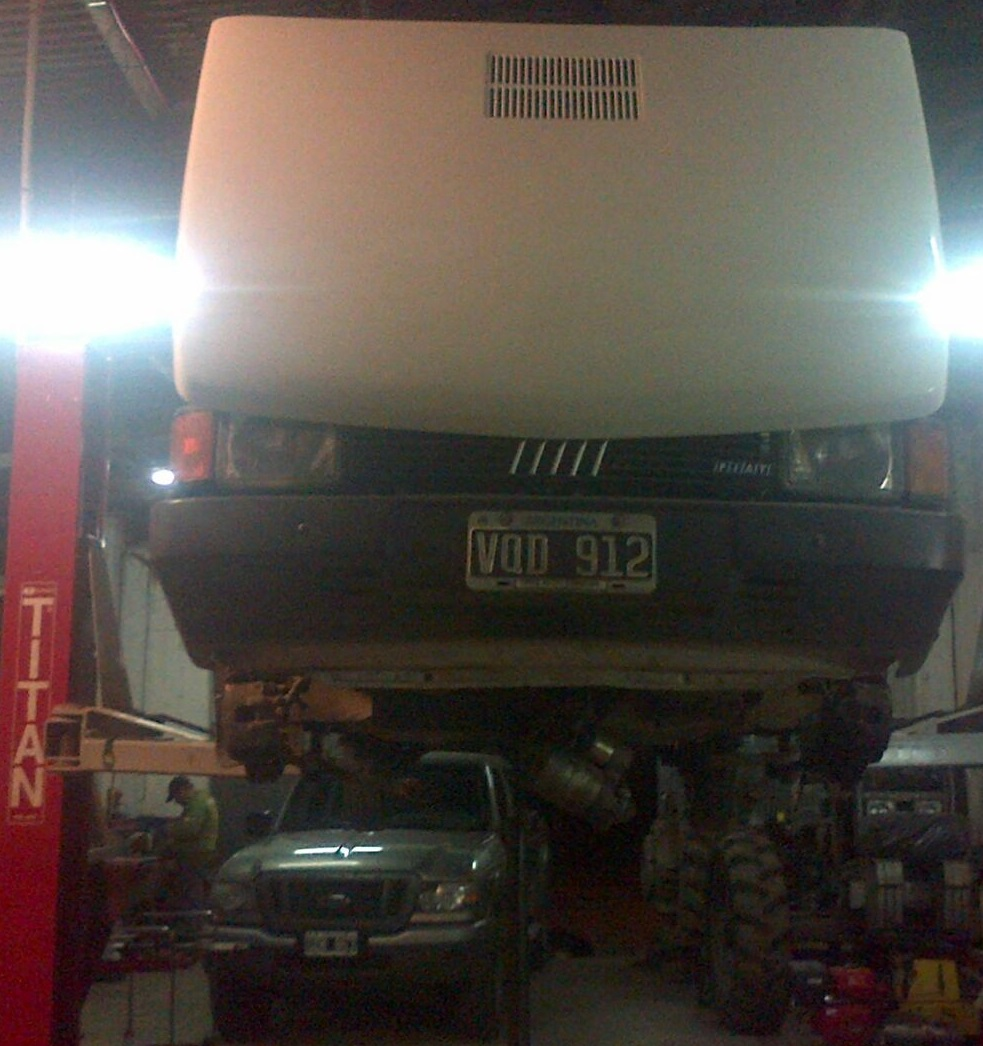
Spazio capot levantado

### El 147 Sorpasso
Entre 1982~84, Industria Argentina Vehículos de Avanzada (IAVA) fabrica el Fiat 147 Sorpasso, una versión deportiva del 147.
Así como en el Fiat 147 original, el motor estuvo en posición delantera transversal, inclinado 20 grados hacia delante. Los 4 cilindros contaban con una cilindrada total de 1301 cm³, pero desarrolló una potencia de 90 CV a 6400 rpm, carburador Solex de doble cuerpo, una tapa de cilindros retrabajada, múltiples de admisión y de escape especiales, el árbol de levas también especial y un silenciador de escape adecuado al motor y sus prestaciones. La mecánica de su predecesor, el IAVA 128, fue puesta en un 147, con un menor peso, unificación de componentes de la suspensión y frenos con el modelo 128. Se aumentó a 53 litros de la capacidad del tanque de combustible, logrando una autonomía de 600 kilómetros a una velocidad promedio de 90 km/h; un nuevo sistema de escape, molduras de protección lateral y cristales de puerta enterizos. Tuvo un spoiler, un alerón, llantas de aleación ligera con neumáticos Michelin ZXZ 165/70 SR13, y una combinación de líneas de dos colores. Solo se fabricaron 405 de ellas, en versiones con cajas de 4 y 5 velocidades, así que este carro se ha convertido en un mito[cita requerida] en esos lares, especialmente por su aceleración: entre 0~100 km/h en 8.4 segundos, uno de los aspectos más salientes del Sorpasso, ya que no había en ese momento un auto argentino que acelere hasta 100 km/h en menos de 10 segundos (el IKA Torino llegaba en 10,3") 
La transmisión del movimiento a las ruedas delanteras se hizo mediante semiejes acoplados al grupo diferencial con juntas homocinéticas de tres dados y a las ruedas con juntas homocinéticas.
Los frenos fueron hidráulicos, con servofreno a depresión, comandado directamente por un pedal y una bomba doble de cilindros coaxiales, para circuitos independientes delantero y trasero. Los frenos delanteros eran de disco, con pinza flotante de cilindro único para cada rueda. Los frenos traseros fueron de tambor, con zapatas autocentrantes y autorrecuperación del juego de los forros del freno. A plena carga, el coche pesó 1198 kilogramos. Se fabricaron unas 400 unidades, con una gran aceptación por parte del público.

### Colores
La paleta de colores cambió a lo largo del tiempo, se efectuó bajo el proceso de inmersión, todos de ellos fueron del tipo pastel (no metalizados) con su base y el tratamiento de la carrocería por cataforesis. La mayoría de ellos fueron compartidos por el resto de la gama Fiat (128 SE/ Uno/ Duna/ Regatta). Podemos afirmar que en total se ofrecieron los siguientes:
- Blanco
- Beige
- Azul
- Gris intermedio
- Verde (últimos producidos)
- Rojo

De la gama, aunque no se tienen números oficiales, podríamos afirmar que el más abundante fue el Blanco seguido por el Beige. Adicionalmente, el Verde fue el que más vendido en sus tiempos finales de producción, especialmente en los Vivace CL. 
Una de las principales críticas obtenidas por el Fiat 147 a lo largo del tiempo (en menor medida también los Fiat Uno/ Duna), fue la corta duración de sus partes de chapa ante un uso normal (por oxidación perforante) especialmente pasarruedas y zócalos, lo que puso en duda la efectividad del proceso de cataforesis efectuado. Esto no se dio en todas las unidades pero afectó a una cantidad enorme.
Por desgracia, esta oxidación también afectó el pasarruedas delantero derecho (lado acompañante) dañando la numeración de chasis -dependiendo del caso-. El propietario, ante este fenómeno y las pericias de por medio, luego de aprobarlo, debió hacer un procedimiento legal denominado RPA de chasis, que consistió en asignarle un nuevo número a grabar en otra parte metálica (posteriormente, se verifica policialmente el nuevo número grabado y se asienta en el "registro de la propiedad automotor", además de los papeles identificadores del auto, como ser título de propiedad y cédula verde/azul)

## Equipamiento
| ATENCIÓN: El equipamiento es variable según año de producción y mercado | ATENCIÓN: El equipamiento es variable según año de producción y mercado | ATENCIÓN: El equipamiento es variable según año de producción y mercado | ATENCIÓN: El equipamiento es variable según año de producción y mercado | ATENCIÓN: El equipamiento es variable según año de producción y mercado | ATENCIÓN: El equipamiento es variable según año de producción y mercado | ATENCIÓN: El equipamiento es variable según año de producción y mercado | ATENCIÓN: El equipamiento es variable según año de producción y mercado |
| ----------------------------------------------------------------------- | ----------------------------------------------------------------------- | ----------------------------------------------------------------------- | ----------------------------------------------------------------------- | ----------------------------------------------------------------------- | ----------------------------------------------------------------------- | ----------------------------------------------------------------------- | ----------------------------------------------------------------------- |
|                                                                         | Brío                                                                    | Spazio T                                                                | Spazio CL                                                               | Spazio TR                                                               | Spazio TR Lujo                                                          | Vivace                                                                  | Vivace CL                                                               |
| Seguridad                                                               |                                                                         |                                                                         |                                                                         |                                                                         |                                                                         |                                                                         |                                                                         |
| Cinturones inerciales delanteros                                        |                                                                         |                                                                         |                                                                         |                                                                         | X                                                                       |                                                                         |                                                                         |
| Cinturones delanteros estáticos de tres puntos                          | X                                                                       | X                                                                       | X                                                                       | X                                                                       |                                                                         | X                                                                       | X                                                                       |
| Cinturones traseros (2) estáticos tipo abdominal                        | X                                                                       | X                                                                       | X                                                                       | X                                                                       | X                                                                       | X                                                                       | X                                                                       |
| Frenos delanteros de disco sólido                                       | X                                                                       | X                                                                       | X                                                                       | X                                                                       | X                                                                       | X                                                                       | X                                                                       |
| Frenos traseros de tambor con válvula compensadora                      | X                                                                       | X                                                                       | X                                                                       | X                                                                       | X                                                                       | X                                                                       | X                                                                       |
| Servofreno de doble circuito                                            |                                                                         | X                                                                       | X                                                                       | X                                                                       | X                                                                       | X                                                                       | X                                                                       |
| Luneta térmica                                                          |                                                                         |                                                                         |                                                                         | X                                                                       | X                                                                       |                                                                         | X                                                                       |
| Espejo interior con función antiencandilamiento manual                  | X                                                                       | X                                                                       | X                                                                       | X                                                                       | X                                                                       | X                                                                       | X                                                                       |
| Espejos laterales                                                       | 1                                                                       | 1                                                                       | 1                                                                       | 1                                                                       | 2                                                                       | 1                                                                       | 1                                                                       |
| Apoyacabezas                                                            | 0                                                                       | 2                                                                       | 2                                                                       | 2                                                                       | 2                                                                       | 2 (fijos en plástico)                                                   | 2 (fijos en plástico)                                                   |
| Confort                                                                 |                                                                         |                                                                         |                                                                         |                                                                         |                                                                         |                                                                         |                                                                         |
| Aire acondicionado                                                      |                                                                         |                                                                         |                                                                         |                                                                         | Opcional                                                                |                                                                         |                                                                         |
| Calefacción                                                             |                                                                         | X                                                                       | X                                                                       | X                                                                       | X                                                                       | X                                                                       | X                                                                       |
| Ventilación de 2 velocidades                                            |                                                                         | X                                                                       | X                                                                       | X                                                                       | X                                                                       | X                                                                       | X                                                                       |
| Comando de dirección del flujo de aire                                  |                                                                         | X                                                                       | X                                                                       | X                                                                       | X                                                                       | X                                                                       | X                                                                       |
| Manijas sujeción en techo                                               |                                                                         |                                                                         | 1                                                                       | 1                                                                       | 1                                                                       |                                                                         |                                                                         |
| Alzacristales manuales                                                  | X                                                                       | X                                                                       | X                                                                       | X                                                                       | X                                                                       | X                                                                       | X                                                                       |
| Preinstalación de estéreo                                               |                                                                         |                                                                         |                                                                         | X                                                                       | X                                                                       |                                                                         | X                                                                       |
| Antena sobre el techo                                                   |                                                                         |                                                                         |                                                                         | X                                                                       | X                                                                       |                                                                         | X                                                                       |
| Parlantes                                                               |                                                                         |                                                                         |                                                                         | 2                                                                       | 2                                                                       |                                                                         | 2                                                                       |
| Tablero con tacómetro                                                   |                                                                         |                                                                         |                                                                         |                                                                         | X                                                                       |                                                                         |                                                                         |
| Tablero con nueva gráfica                                               |                                                                         |                                                                         |                                                                         | X (post 1994)                                                           |                                                                         | X (post 1994)                                                           | X (post 1994)                                                           |
| Tablero con reloj analógico                                             |                                                                         |                                                                         |                                                                         | X (post 1994)                                                           |                                                                         |                                                                         |                                                                         |
| Indicador de presión de aceite en consola                               |                                                                         |                                                                         |                                                                         | X (solo diésel)                                                         |                                                                         |                                                                         |                                                                         |
| Encendedor delantero y cenicero                                         |                                                                         | X                                                                       | X                                                                       | X                                                                       | X                                                                       | X                                                                       | X                                                                       |
| Parasol conductor y acompañante                                         | X                                                                       | X                                                                       | X                                                                       | X                                                                       | X                                                                       | X                                                                       | X                                                                       |
| Reóstato de luz de tablero                                              |                                                                         |                                                                         |                                                                         | X                                                                       | X                                                                       |                                                                         |                                                                         |
| Tablero con tacómetro                                                   |                                                                         |                                                                         |                                                                         |                                                                         | X                                                                       |                                                                         |                                                                         |
| Indicador de nivel de combustible y temperatura de motor analógicos     |                                                                         | X                                                                       | X                                                                       | X                                                                       | X                                                                       | X                                                                       | X                                                                       |
| Testigo luminoso de reserva de combustible                              | X                                                                       | X                                                                       | X                                                                       | X                                                                       | X                                                                       | X                                                                       | X                                                                       |
| Vidrios traseros abatibles angularmente                                 |                                                                         |                                                                         | X                                                                       | X                                                                       | X                                                                       |                                                                         |                                                                         |
| Interior                                                                |                                                                         |                                                                         |                                                                         |                                                                         |                                                                         |                                                                         |                                                                         |
| Tapizado integral en pana                                               |                                                                         |                                                                         |                                                                         |                                                                         | X                                                                       |                                                                         |                                                                         |
| Tapizado símil pana y cuerina                                           |                                                                         | X                                                                       | X                                                                       | X                                                                       | X                                                                       |                                                                         |                                                                         |
| Maletero alfombrado íntegramente                                        |                                                                         |                                                                         |                                                                         |                                                                         | X                                                                       |                                                                         |                                                                         |
| Tapizado en tela y cuerina                                              | Cuerina                                                                 |                                                                         |                                                                         |                                                                         |                                                                         | X                                                                       | X                                                                       |
| Tapizado de puertas:                                                    | Cuerina                                                                 | Cuerina                                                                 | Cuerina                                                                 | Tela y cuerina                                                          | Tela y cuerina                                                          | Cuerina                                                                 | Cuerina                                                                 |
| Asiento trasero reclinable enterizo                                     | X                                                                       | X                                                                       | X                                                                       | X                                                                       | X                                                                       | X                                                                       | X                                                                       |
| Asientos delanteros reclinables enterizos                               | X                                                                       | X                                                                       | X                                                                       | X                                                                       | X                                                                       | X                                                                       | X                                                                       |
| Bandeja portaobjetos en base palanca de cambios                         |                                                                         |                                                                         |                                                                         | X                                                                       | X                                                                       |                                                                         | X                                                                       |
| Luneta rígida tapizada                                                  |                                                                         |                                                                         |                                                                         | X                                                                       | X                                                                       |                                                                         |                                                                         |
| Luneta en plástico flexible                                             |                                                                         | X                                                                       | X                                                                       |                                                                         |                                                                         | X                                                                       | X                                                                       |
| Exterior                                                                |                                                                         |                                                                         |                                                                         |                                                                         |                                                                         |                                                                         |                                                                         |
| Llantas en chapa                                                        | X                                                                       | X                                                                       | X                                                                       | X                                                                       | X                                                                       | X                                                                       |                                                                         |
| Llantas en chapa (4 rayos) con nuevos tapacubos (post 1996)             |                                                                         |                                                                         |                                                                         | X                                                                       |                                                                         |                                                                         | X                                                                       |
| Espejos laterales                                                       | 1                                                                       | 1                                                                       | 1                                                                       | 1                                                                       | 2                                                                       | 1                                                                       | 1                                                                       |
| Tapacubos enterizos                                                     |                                                                         |                                                                         |                                                                         | X                                                                       | X                                                                       |                                                                         |                                                                         |
| Faldón lateral integral en plástico negro con fenders en las 4 ruedas   |                                                                         |                                                                         |                                                                         | X                                                                       |                                                                         |                                                                         | X                                                                       |
| Baguetas laterales simples                                              |                                                                         |                                                                         | X                                                                       |                                                                         | X                                                                       | X (Opcional)                                                            |                                                                         |
| Limpia-lava luneta                                                      |                                                                         |                                                                         |                                                                         | Opcional                                                                | X                                                                       |                                                                         | Opcional                                                                |
| Motorización                                                            |                                                                         |                                                                         |                                                                         |                                                                         |                                                                         |                                                                         |                                                                         |
| 1100                                                                    | X                                                                       | X                                                                       | X                                                                       |                                                                         |                                                                         |                                                                         |                                                                         |
| 1300                                                                    |                                                                         |                                                                         |                                                                         |                                                                         | X                                                                       |                                                                         |                                                                         |
| 1300 diésel                                                             |                                                                         |                                                                         |                                                                         | X                                                                       |                                                                         |                                                                         |                                                                         |
| Motor Tipo 1.4 BIO                                                      |                                                                         |                                                                         |                                                                         | X                                                                       |                                                                         | X                                                                       | X                                                                       |

## Ficha técnica
|                                     | 1100                         | 1300                                               | 1.4 Tipo BIO                                       | 1300 diésel                                                              |
| ----------------------------------- | ---------------------------- | -------------------------------------------------- | -------------------------------------------------- | ------------------------------------------------------------------------ |
| Modelo de motor                     | 128 A 038                    | 128 A1 038                                         | 159 A2 038                                         | 127 A 5000                                                               |
| Cilindrada total                    | 1116 cc                      | 1301 cc                                            | 1372 cc                                            | 1301 cc                                                                  |
| N.º cilindros                       | 4                            | 4                                                  | 4                                                  | 4                                                                        |
| Diámetro                            | 80                           | 86,4                                               | 80,5                                               | 76,1 mm                                                                  |
| Carrera                             | 55,5                         | 55,5                                               | 67,4                                               | 71,5 mm                                                                  |
| Relación de compresión              | 9,2                          | 9,1                                                | 8,3                                                | 20 22 a 1                                                                |
| Potencia máxima DIN                 | 53 CV (39 kW) a 6150 rpm     | 60 CV (44,1 kW) a 6000 rpm                         | 61 CV (45 kW) a 5820 rpm                           | 45 CV (33,5 kW) a 5000 rpm                                               |
| Par motor                           | 8,2 kgm (79,9 Nm) a 3000 rpm | 9,6 kgm (94,2 Nm) a 3500 rpm                       | 10,4 kgm (102 Nm) a 3000 rpm                       | 7,6 kgm (74,5 Nm) a 3000 rpm                                             |
| Holgura de válvulas (reglaje)       | A:0,80 E:0,80                | A:0,80 E:0,80                                      | A:0,40 +- 0,05 E: 0,50 +- 0,05                     | A:0,80 E:0,80                                                            |
| Holgura de válvulas (func. en frío) | A:0,40 E:0,50                | A:0,20E:0,30                                       | A:0,40 +- 0,05 E: 0,50 +- 0,05                     | A:0,35 E:0,40                                                            |
| Bomba de aceite                     | de engranajes                | de engranajes                                      | de engranajes                                      | de engranajes                                                            |
| Embrague                            | Monodisco en seco            | Monodisco en seco                                  | Monodisco en seco                                  | Monodisco en seco                                                        |
| Mecanismo del embrague              | de diafragma                 | de diafragma                                       | de diafragma                                       | de diafragma                                                             |
| Consumo a 80 km/h                   | 5,5 L/100 km                 | 12 L/100 km                                        | 8,3 L/100 km                                       | 4,5 L/100 km                                                             |
| Combustible                         | Gasolina Super               | Gasolina Super                                     | Gasolina Normal                                    | Gasoleo                                                                  |
| Alimentación                        | Weber 32                     | Weber 32                                           | Weber 32 ICEV                                      | Bomba inyectora, inyección directa                                       |
| Encendido                           | Por platinos                 | Por platinos                                       | Electrónico INDIEL 4658 6460                       | Ciclo diésel                                                             |
| Bujías                              | Champion N9Y Bosch W175 T30  | Champion RN 7 YC Bosch WR 7/ WR 6DC Marelli F8 LCR | Champion RN 7 YC Bosch WR 7/ WR 6DC Marelli F8 LCR | De precalentamiento: Marelli UX2 A Bosch 025 020 1005 Beru 0.100.221.145 |

## Carrocerías y Series

### Primera Serie Brio Brasil (1976-1979)

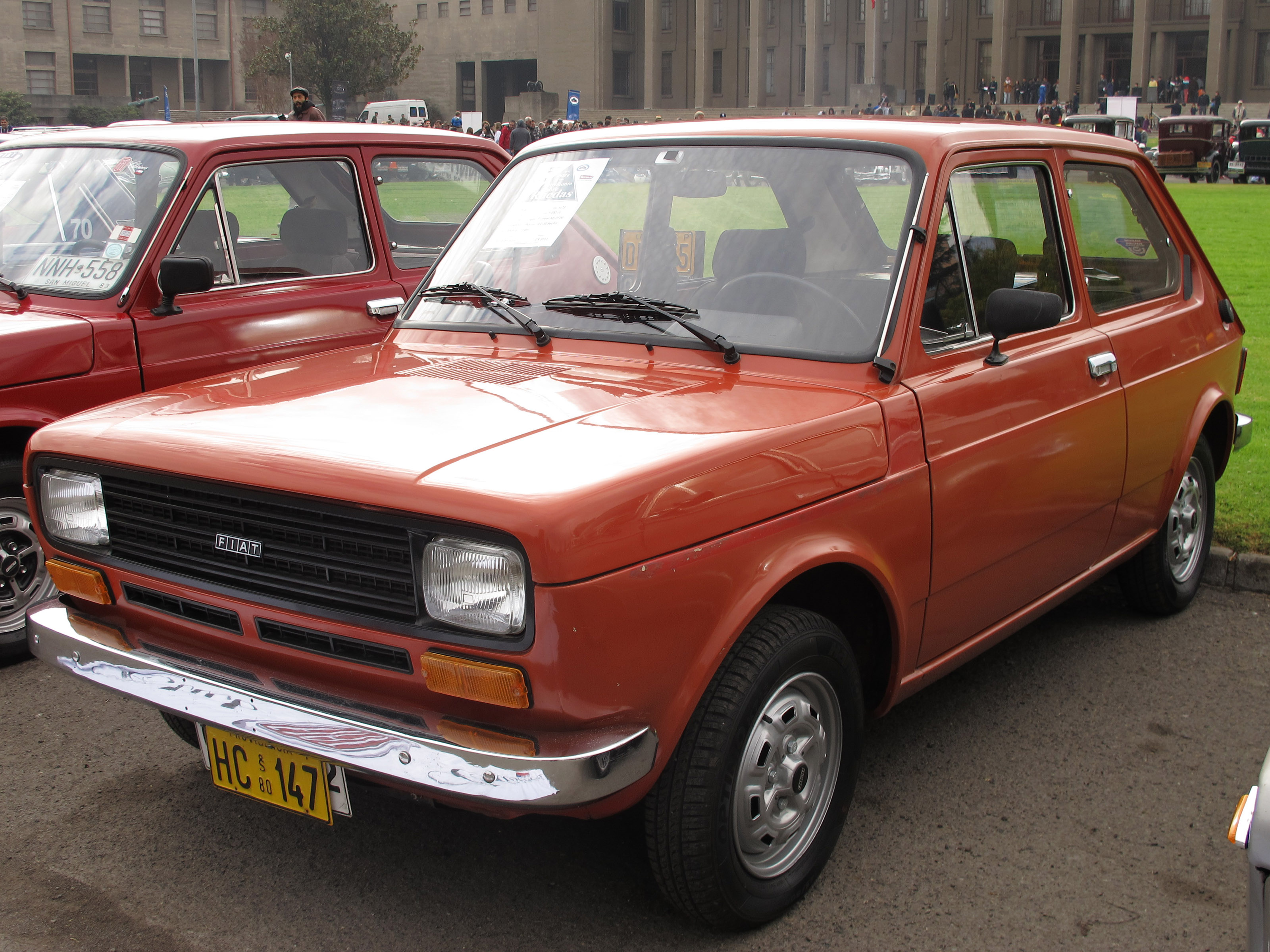
Fiat 147 1050 L 2000

### Segunda Serie Europa Brasil (1980-1983)

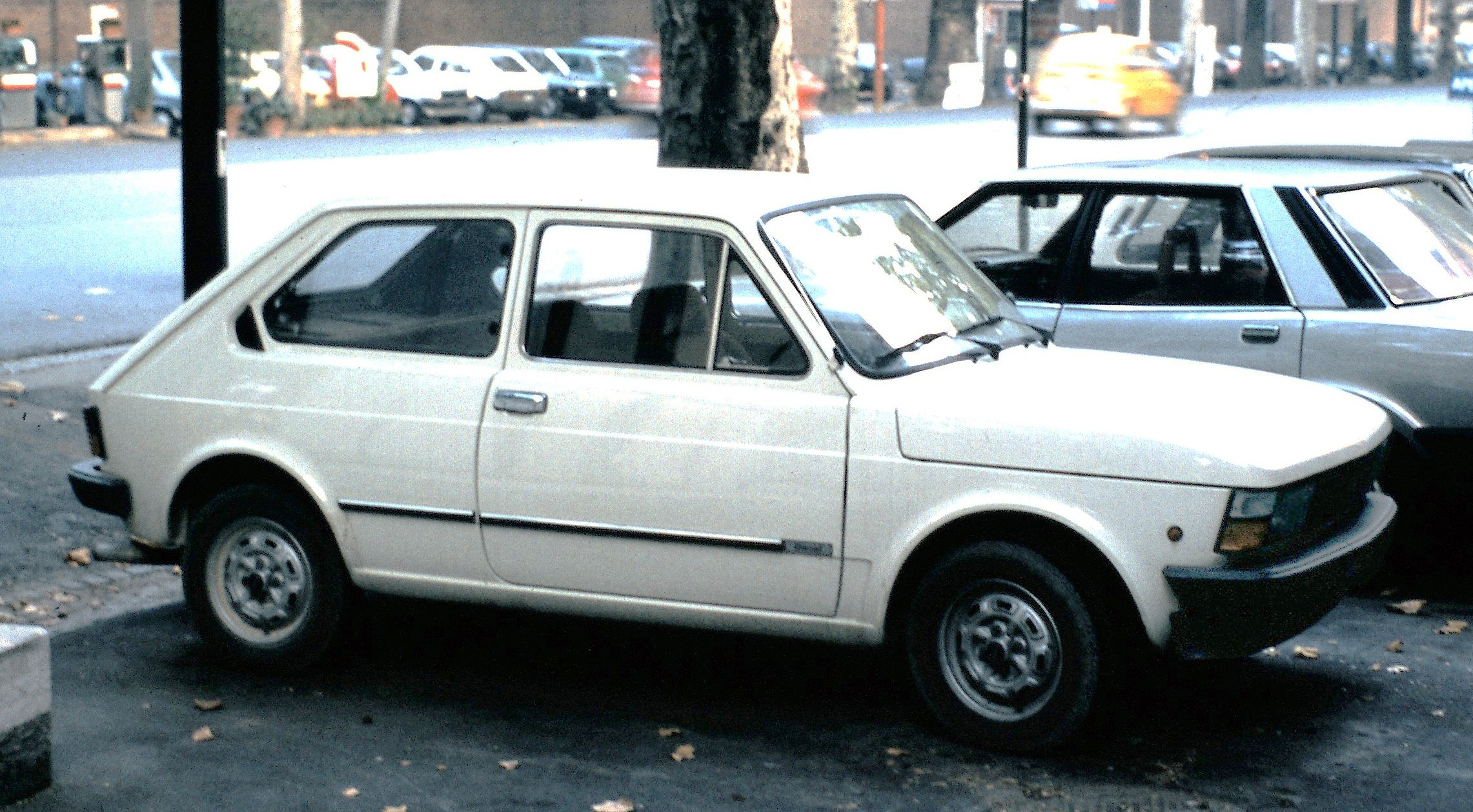
Fiat 127 diesel: un 147 Diesel de producción Brasileña con insignias de 127 para el mercado europeo
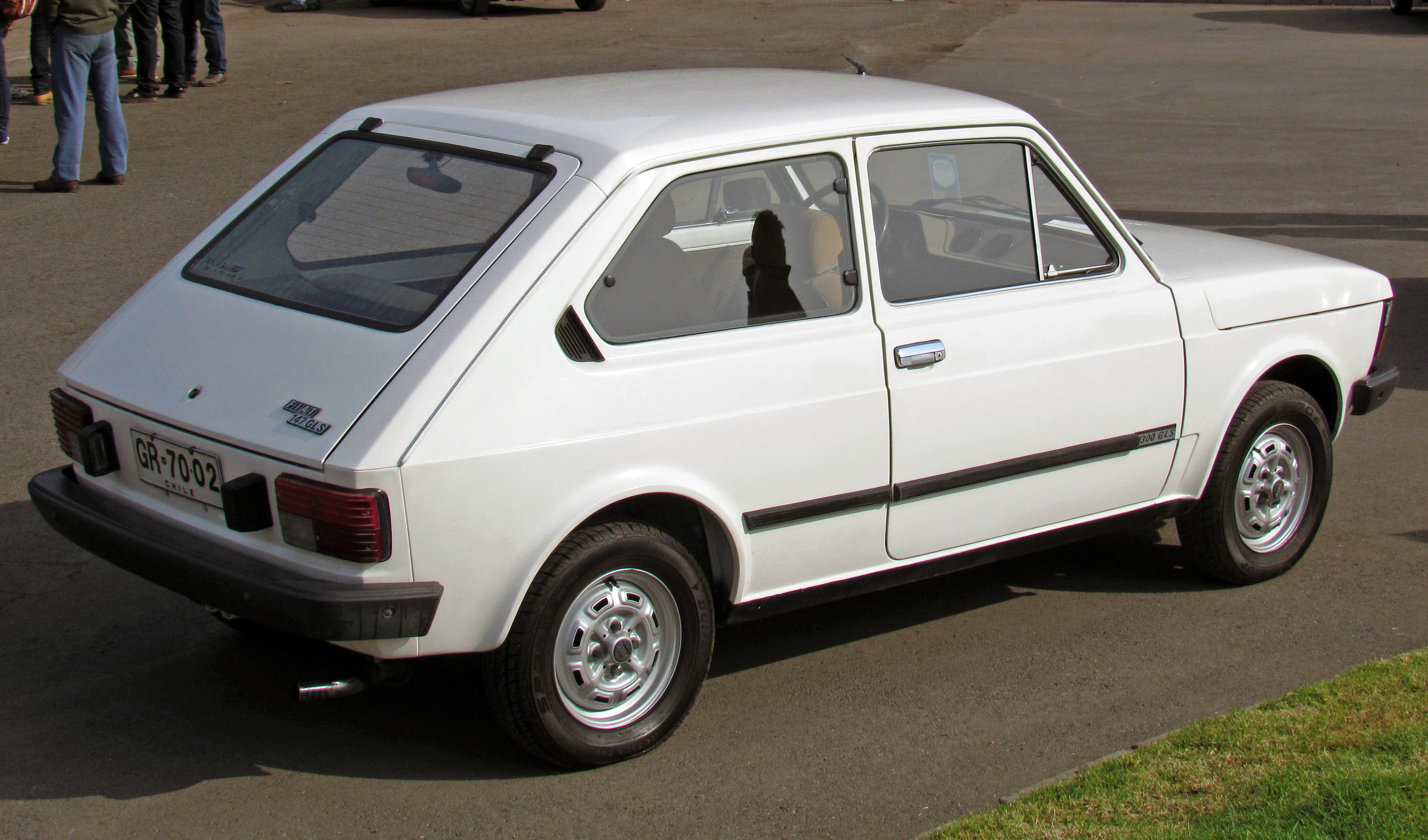
1982 Fiat 147 1300 GLS

### Tercera Serie Spazio Brasil (1984-1986)

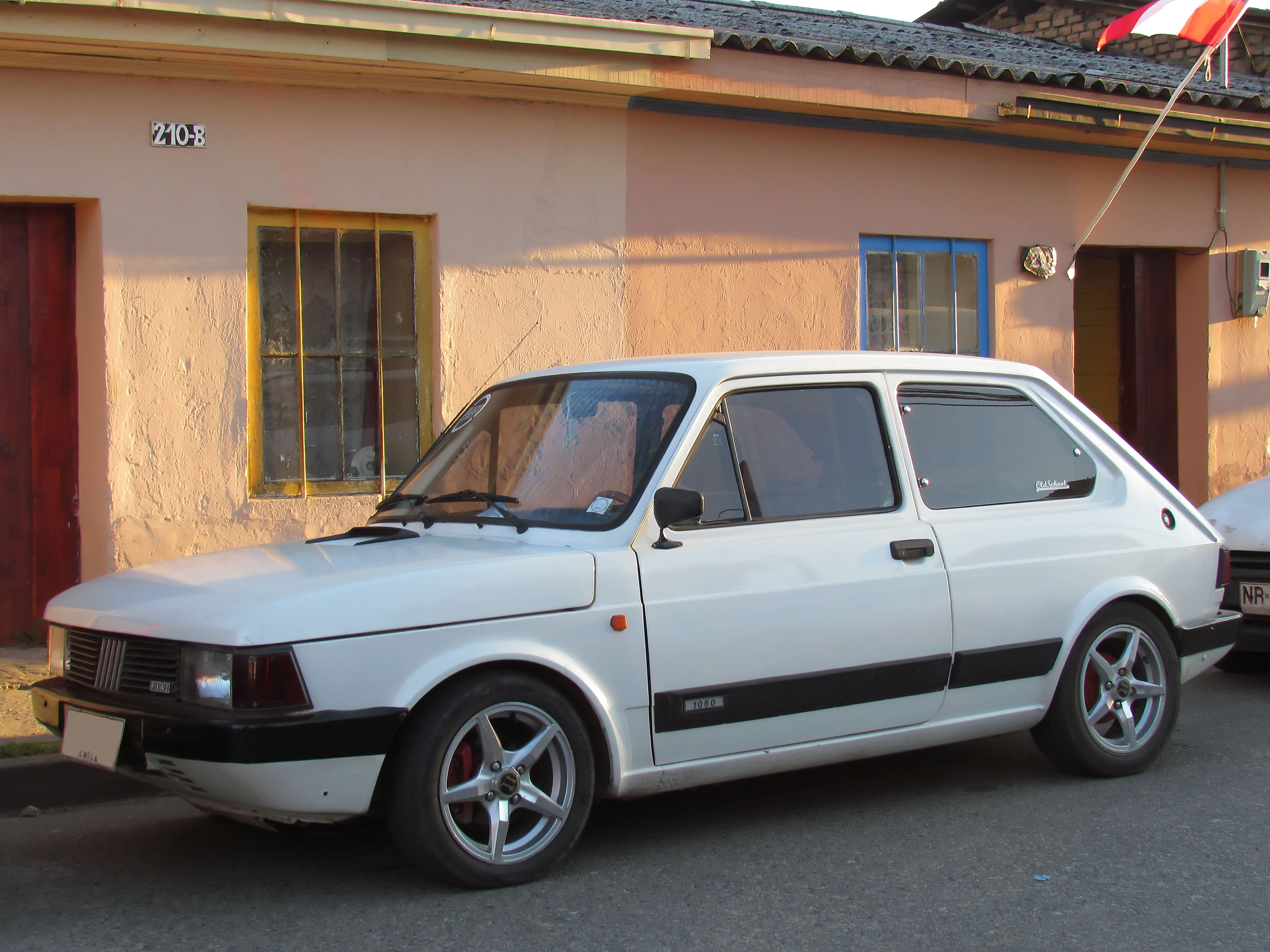
Fiat 147, año 1986

### Segunda Serie Argentina (1986-1997)

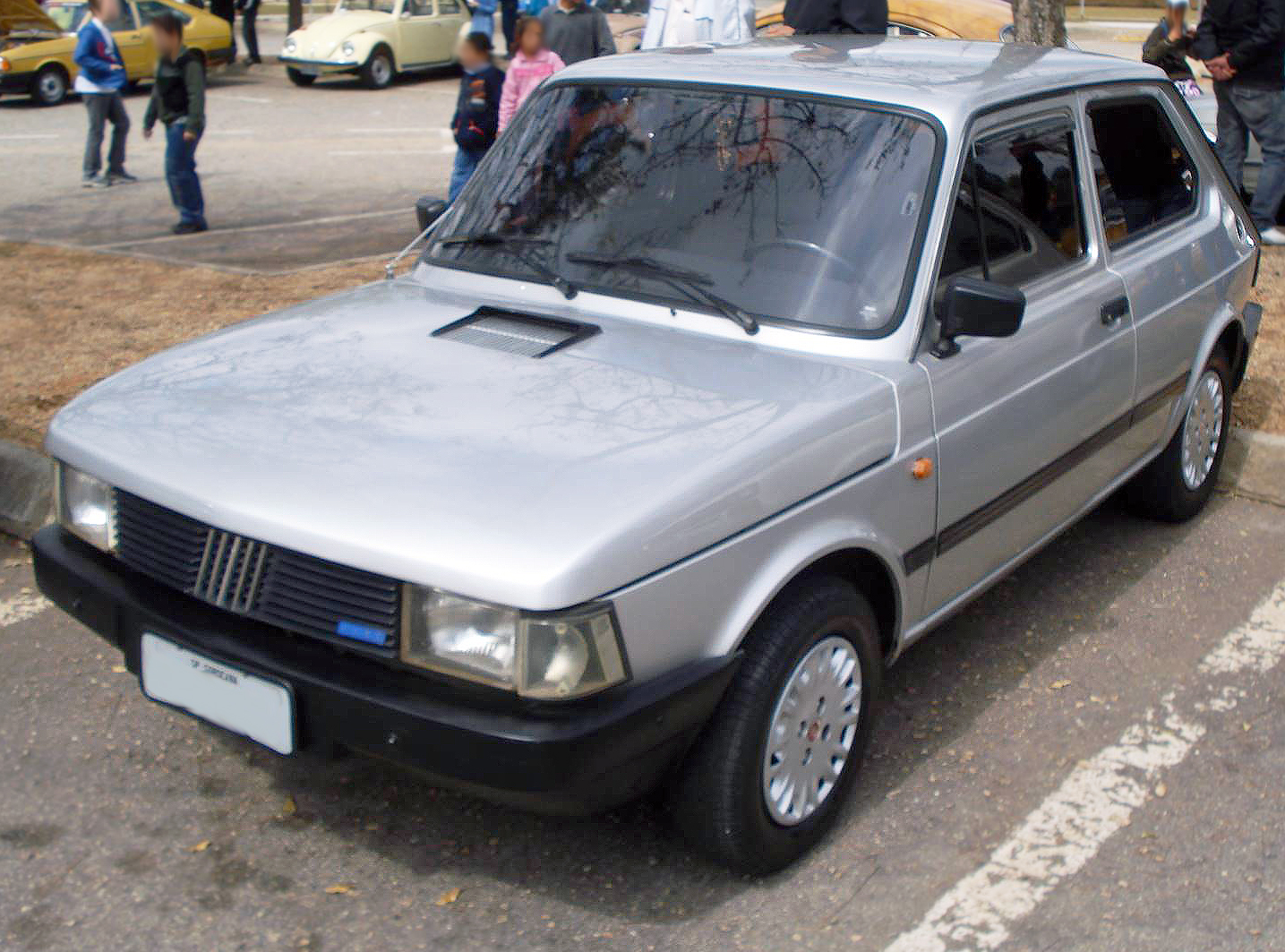
Fiat 147 brasileño
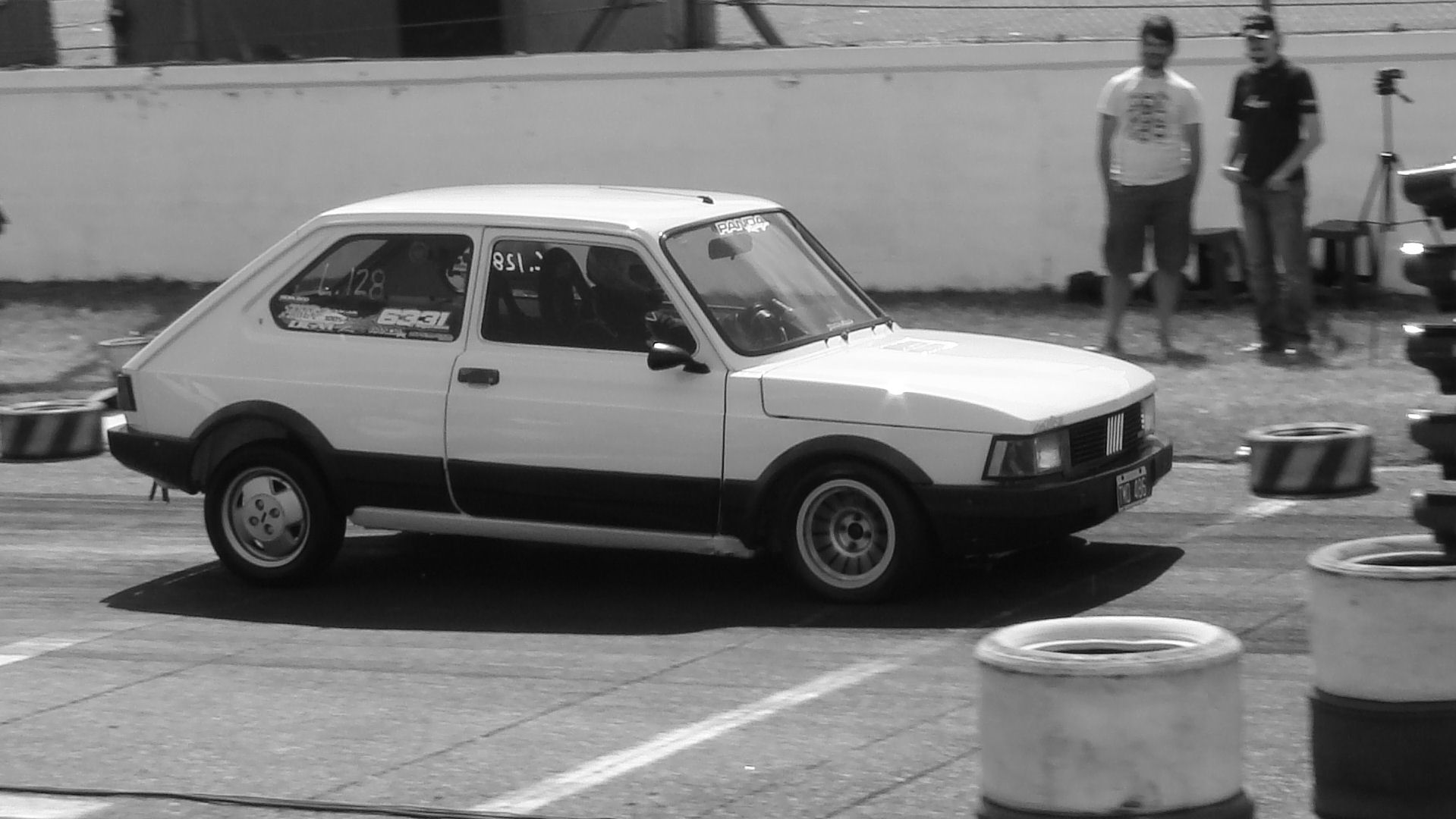
Fiat 147
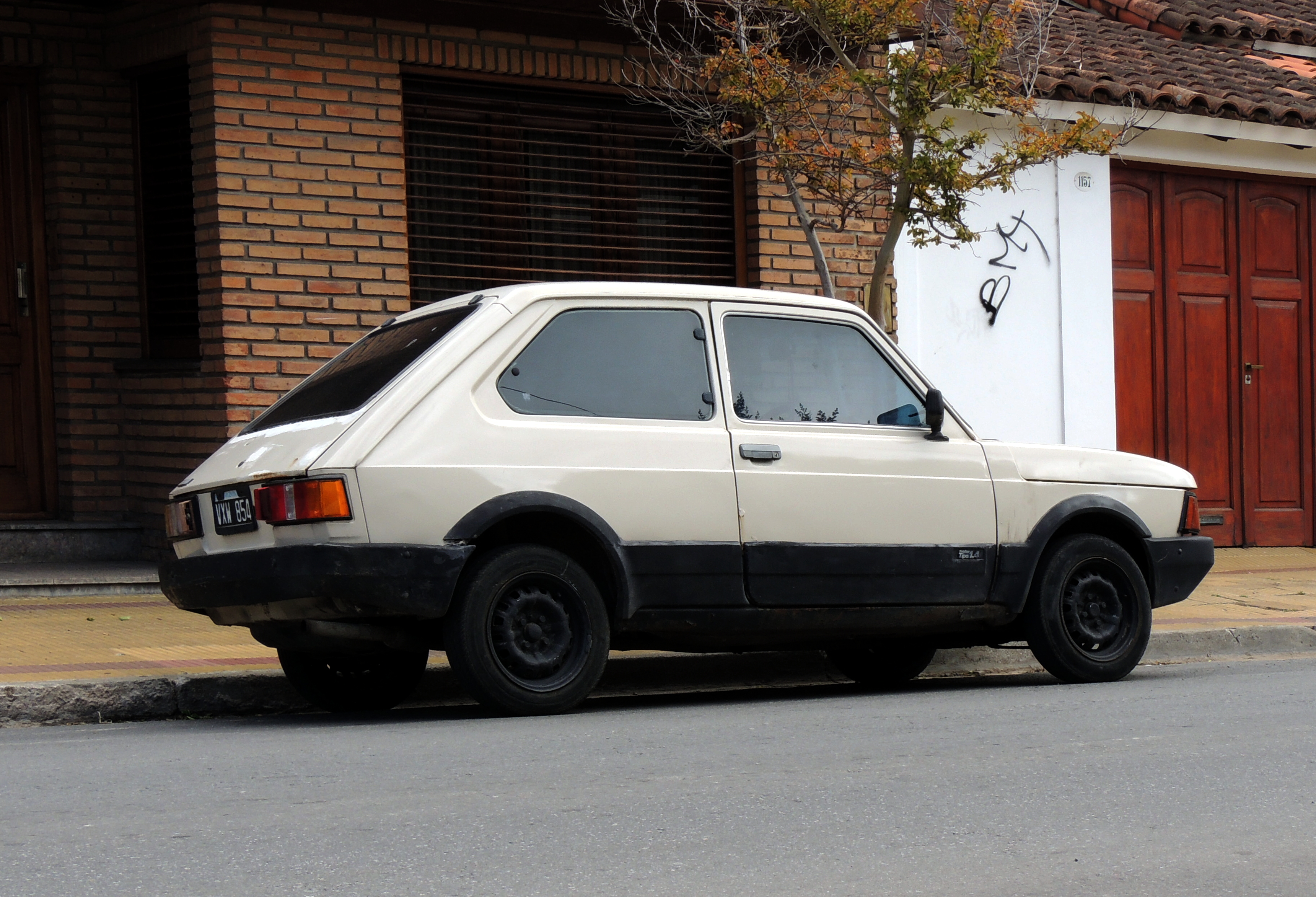
Spazio TR

### Serie Panorama

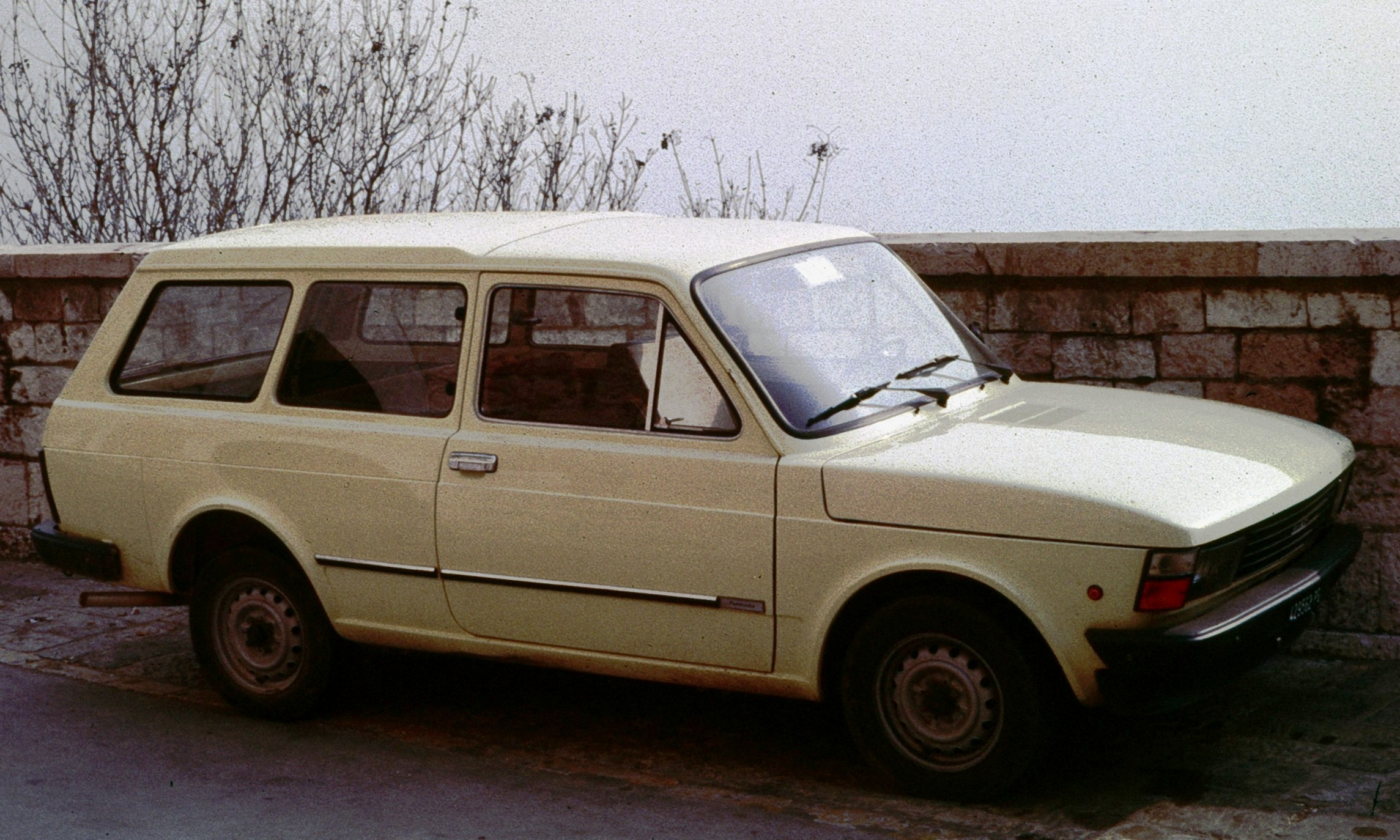
Panorama primera serie
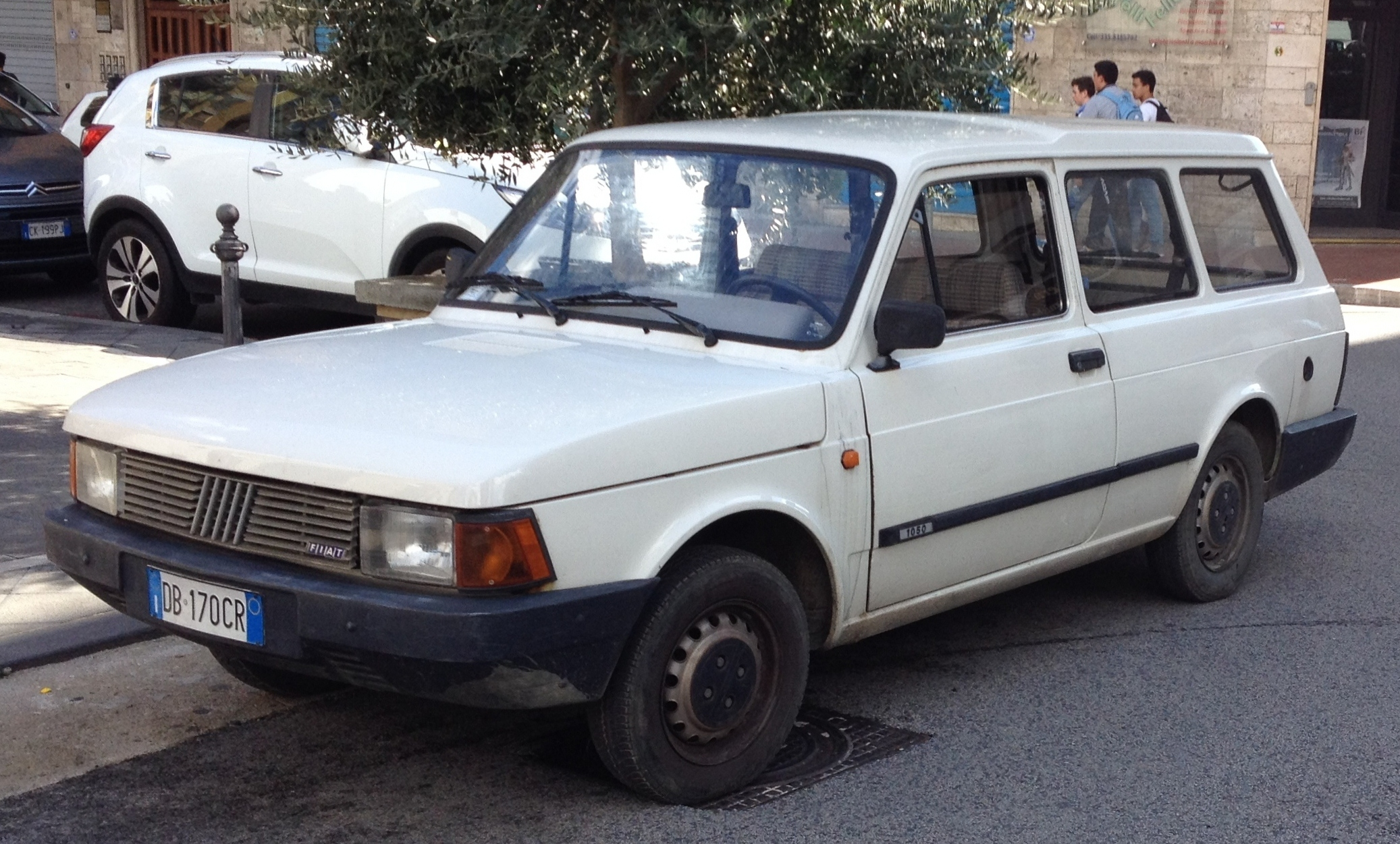
Panorama segunda serie
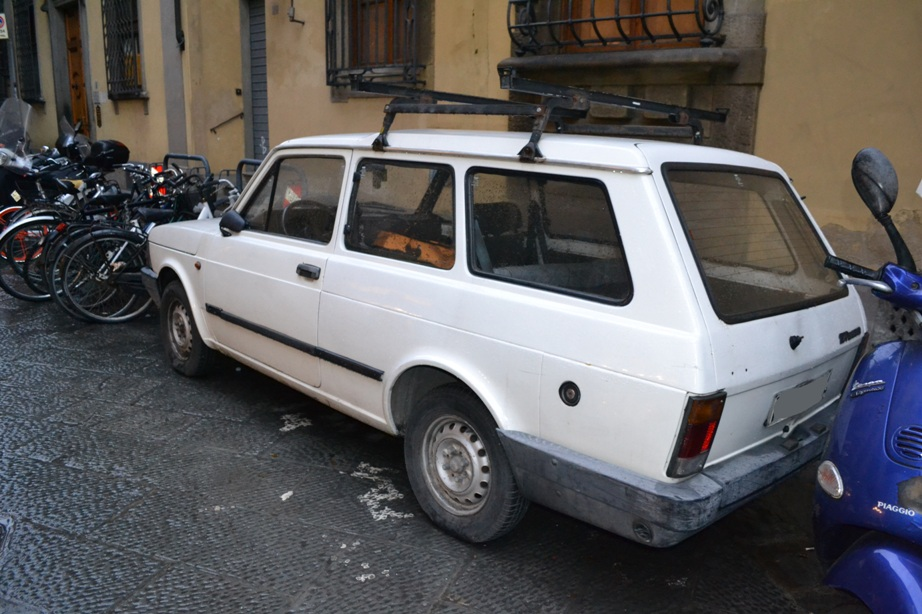
Panorama segunda serie

### Serie Oggi

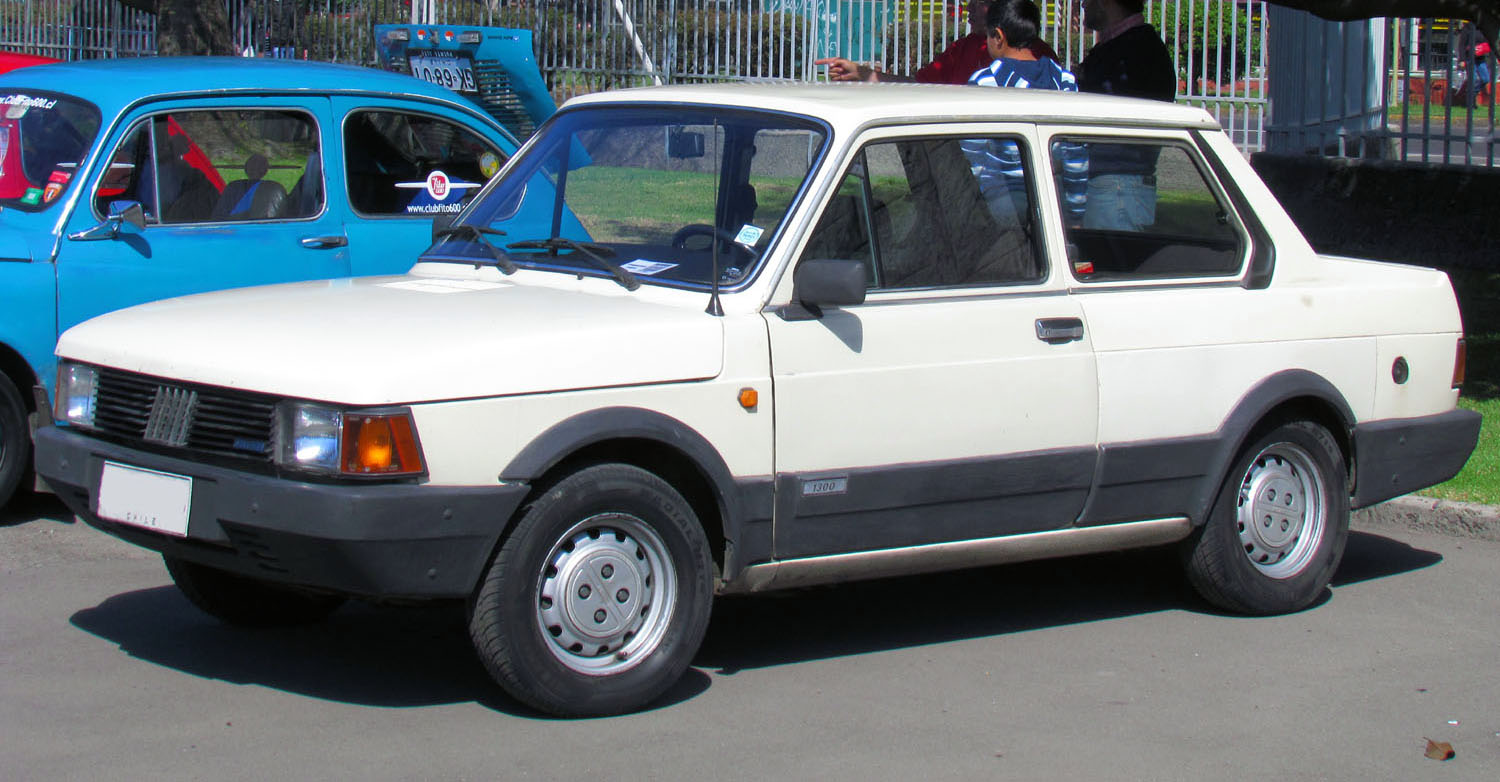
Fiat Oggi 1300 CS 1984
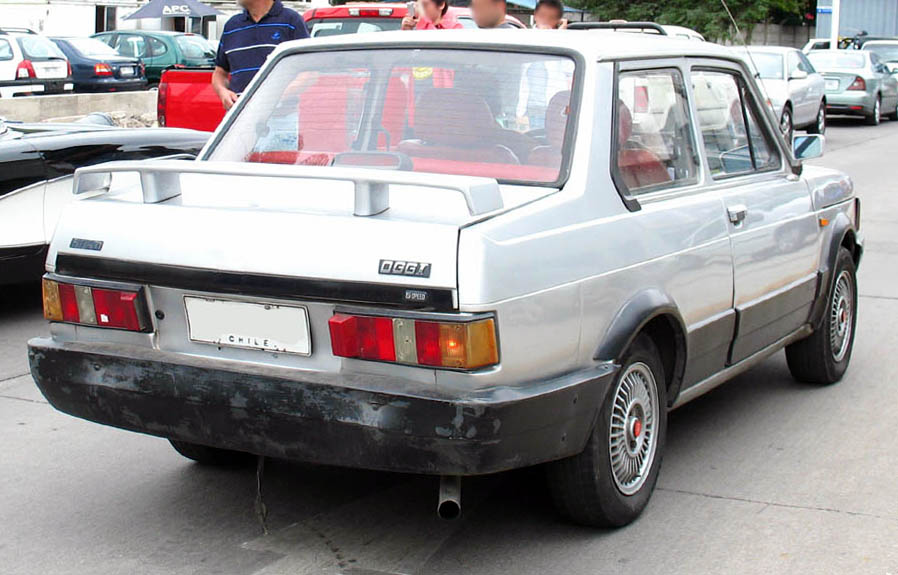
Fiat Oggi, versión de dos puertas brasileña del Fiat 127/147
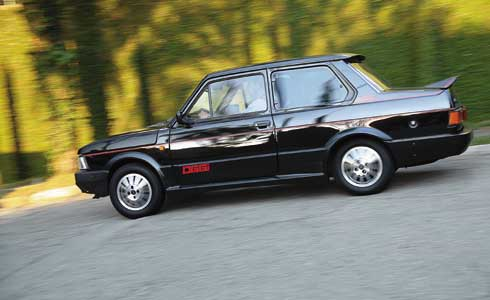
Fiat Oggi CSS

### Serie Fiorino

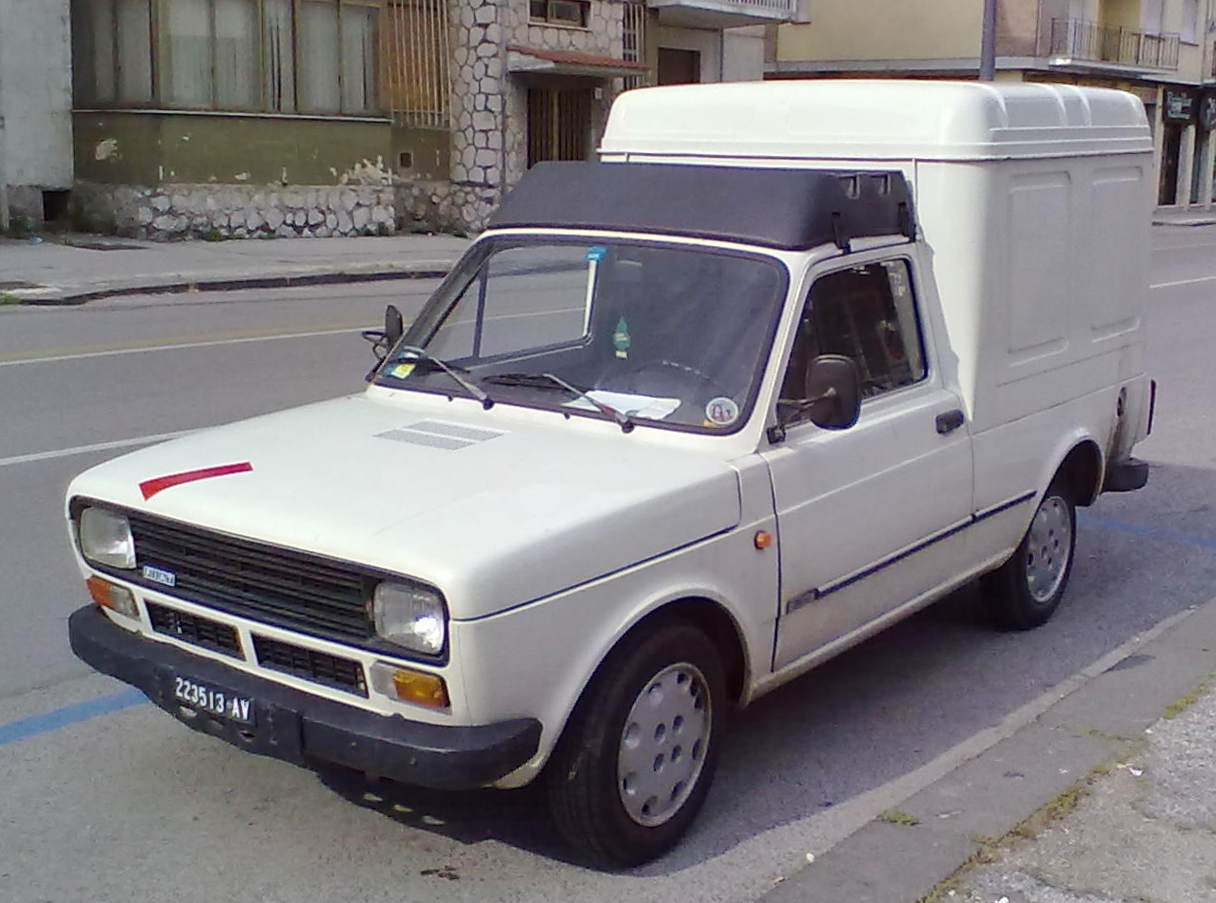
Fiorino primera serie
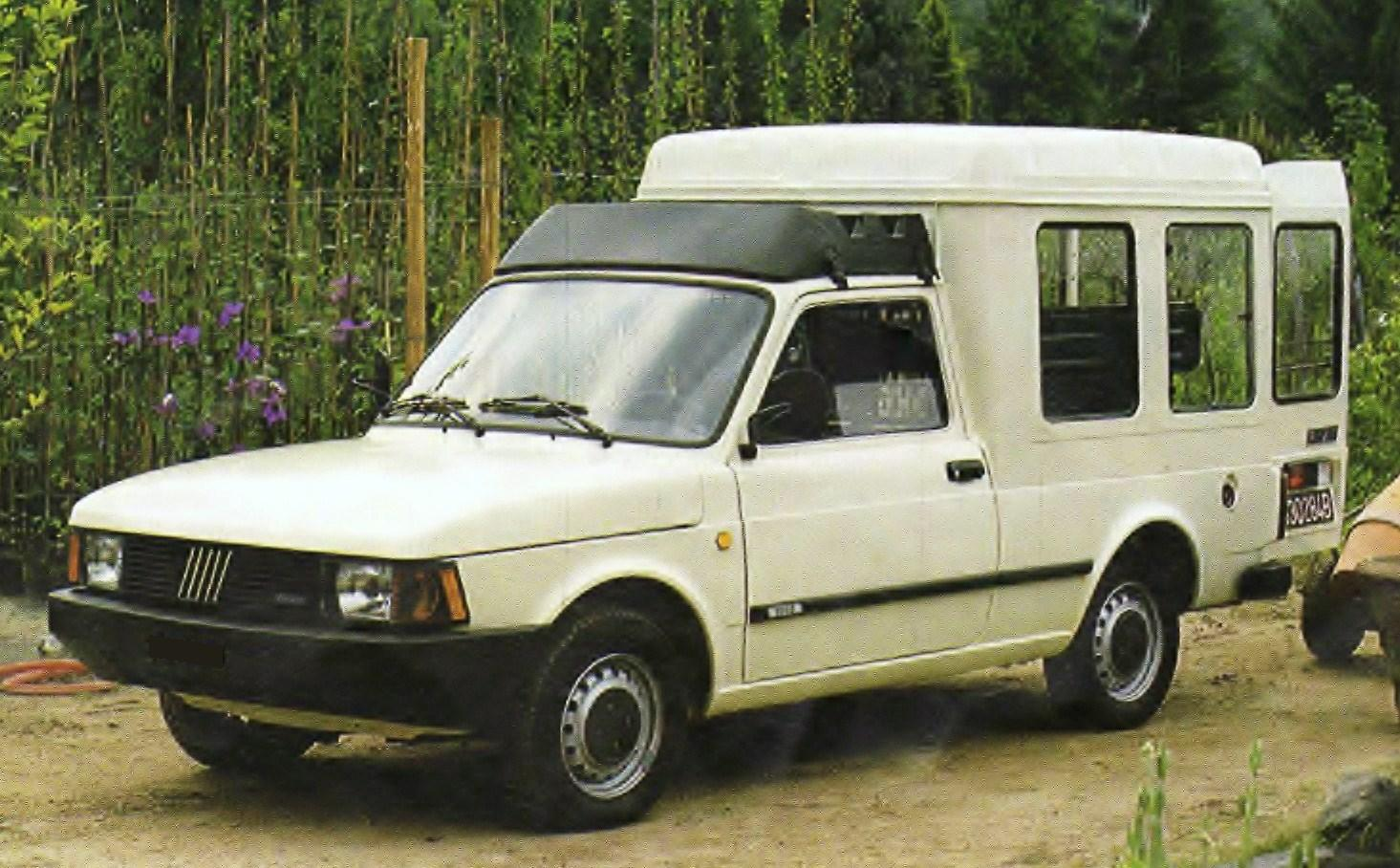
Fiorino segunda serie
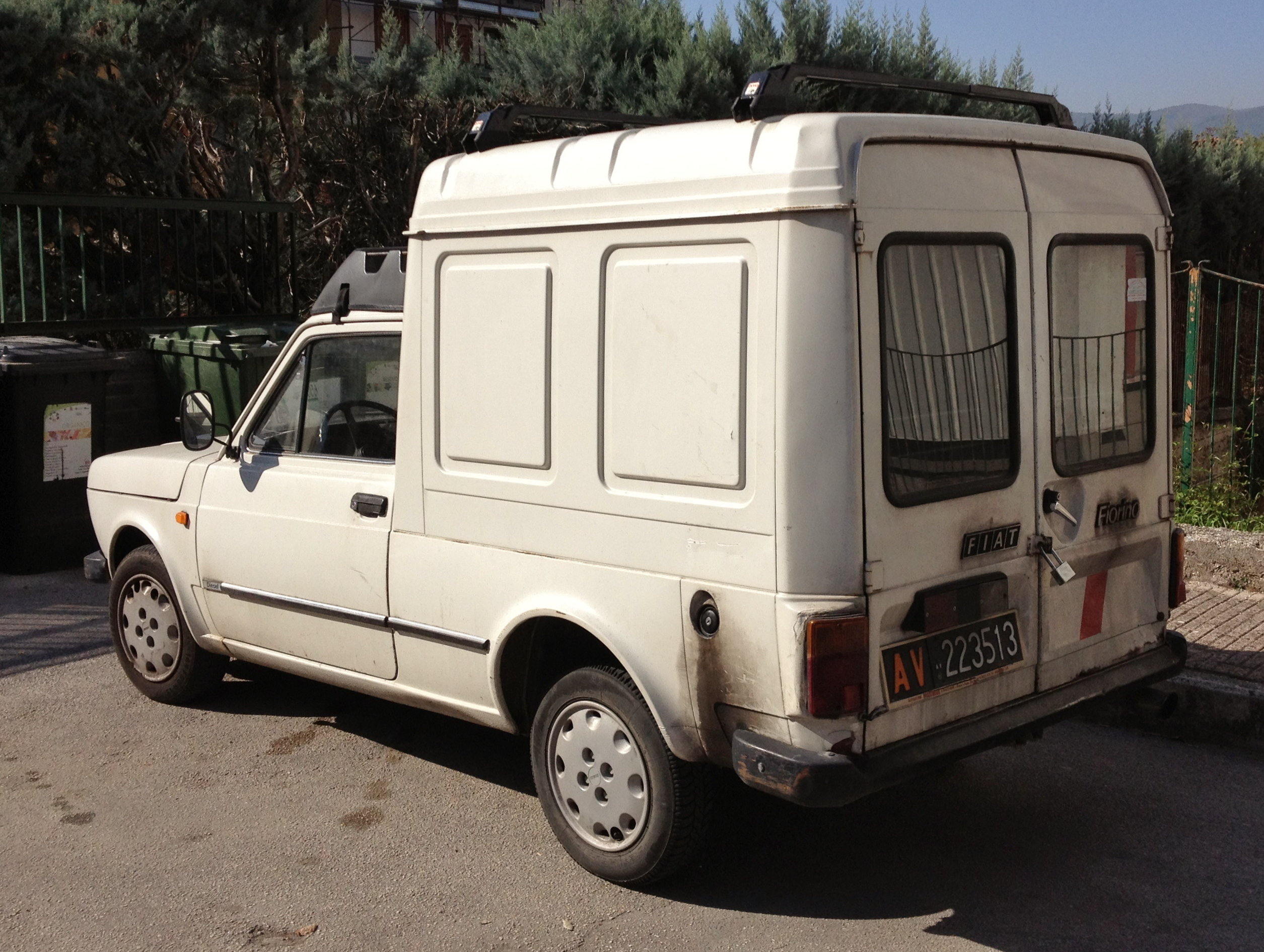
Fiorino sector posterior
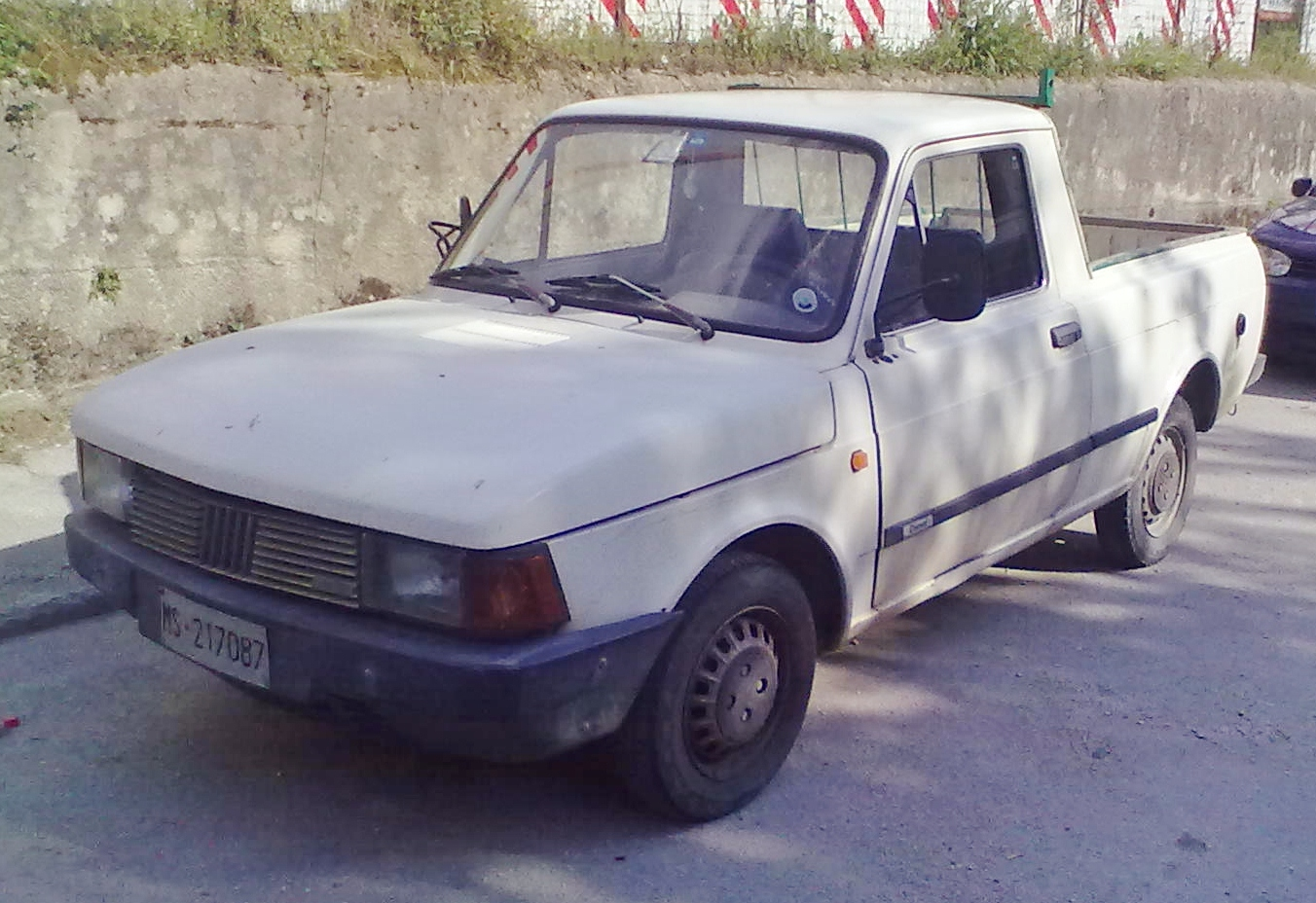
Fiorino Pick-Up